# Susa (Tunísia)
Susa (em francês: Sousse; em árabe: سوسة; romaniz.: Susa) é uma cidade e município da costa oriental da Tunísia e capital da província homónima. O município tem 45 km² de área e em 2004 tinha 173 047 habitantes (densidade: 3 845,5 hab./km²). Na Antiguidade e Idade Média a cidade teve os nomes de Hadrim e Hadrumeto.
A cidade situa-se à beira do golfo de Hammamet do mar Mediterrâneo, 150 km a sudeste de Tunes, 93 km a sul de Hammamet, 21 km a noroeste de Monastir, 57 km a leste de Cairuão e 135 km a norte de Esfax.

## Economia
Susa tem como principal atividade econômica o turismo de sol e praia, devido ao clima mediterrâneo e uma rede de diversos resorts ao longo do litoral. A cidade também se destaca pela produção de azeite e plantações de azeitona no interior da cidade. O porto local traz movimentação à parte central da cidade.